# Jorge Soto
Jorge Antonio Soto Goméz (Lima, 27 ottobre 1971) è un ex calciatore peruviano, di ruolo centrocampista.